# Richard Aaron (Cellist)
Richard Aaron (* 1959) ist ein US-amerikanischer Cellist und Musikpädagoge.

## Leben
Der Schüler von Pierre Fournier und André Navarra war vierzehn Jahre lang Mitglied des Elysian Piano Trio am Baldwin Wallace College und blieb auch danach als Kammermusiker aktiv. Er gab Meisterklassen in Spanien, Deutschland, Frankreich, Korea, Japan, China und Australien sowie an wichtigen Musikschulen der USA, so am Konservatorium der Rice University, am Oberlin Conservatory, der Eastman School of Music, der Mannes School of Music, der Hartt School und am Royal Conservatory of Music in Toronto. 2003 kam er in den Vorstand des Aspen Music Festivals.
Aaron unterrichtete am New England Conservatory und am Cleveland Institute of Music. Er ist Professor für Cello an der University of Michigan und seit 2007 an der Juilliard School. Zu seinen zahlreichen Schülern zählen u. a. Mauricio Lopez, Ross Gasworth, Margo Drakos, Anne Francis Bayless, Mark Yee, Kenneth Olsen, Martin Torch-Ishii, Jacob Braun, Daniel Lee, Denise Djokic, Julie Albers, Abigail McHugh-Grifa, Charlie Powers, Joshua Roman, Amir Eldan, Sæunn Þorsteinsdóttir, David Requiro, Serafim Smigelskiy, Joseph Kuipers, Isabel Gehweiler, Genevieve Guimond und Will Hayes.